# ديفيد كيج (لاعب اتحاد الرغبي)
ديفيد كيج (بالإنجليزية: David Gage)‏ هو لاعب اتحاد الرغبي نيوزيلندي، ولد في 11 يناير 1868 في Kihikihi ‏ في نيوزيلندا، وتوفي في 12 أكتوبر 1916 في ويلينغتون في نيوزيلندا.